# Olli-Pekka Ojansivu
Olli-Pekka Ojansivu (ur. 31 grudnia 1987 w Kuopio) – fiński siatkarz, reprezentant kraju, grający na pozycji atakującego.
Po sezonie 2021/2022 poinformował, że kończy siatkarską karierę.

## Przebieg kariery
| Lata                 | Klub                          |
| -------------------- | ----------------------------- |
| 2004–2007            | Raision Loimu                 |
| 2007–2009            | Pielaveden Sampo              |
| 2009–2010            | PAOK Saloniki                 |
| 2010–2011            | Spacer's de Toulouse          |
| 2011                 | Sivas Belediyespor            |
| 2012 (od 06.01.2012) | Awtomobilist Sankt Petersburg |
| 2012–2013            | Tomis Konstanca               |
| 2013–2016            | Kokkolan Tiikerit             |
| 2016–2017            | Szahrdari Urmia               |
| 2017 (od 19.02.2017) | Kuzbass Kemerowo              |
| 2017–2018            | Afyon Belediye Yüntaş         |
| 2018–2022            | Savo Volley                   |

## Sukcesy klubowe
Puchar Finlandii:
- 2008, 2014, 2015, 2016, 2022[3]

Mistrzostwo Finlandii:
- 2009, 2015, 2016
- 2008, 2014, 2021, 2022[4]

Puchar Rumunii:
- 2013

Mistrzostwo Rumunii:
- 2013

## Sukcesy reprezentacyjne
Liga Europejska:
- 2005